# Niya (Hotan)

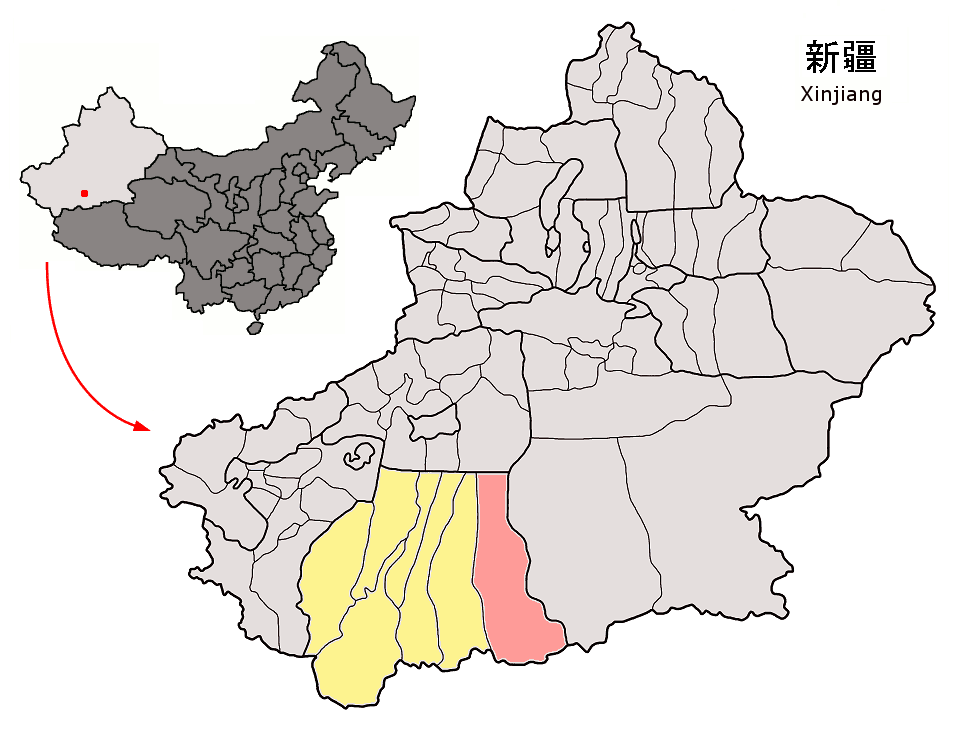
Lage der Stadt Niya/Minfeng im Kreis Niya/Minfeng (rosa) und dem Regierungsbezirk Hotan (gelb)

Der Kreis Niya oder Minfeng (chinesisch 民丰县, Pinyin Mínfēng Xiàn, uigurisch نىيە ناھىيىسى Niyə Naⱨiyisi) ist ein Kreis des Regierungsbezirks Hotan im Süden des Uigurischen Autonomen Gebiets Xinjiang im Nordwesten der Volksrepublik China. Er hat eine Fläche von 56.760 km² und zählt 33.932 Einwohner (Stand: Zensus 2010). Sein Hauptort ist Niya/Minfeng.
In dem Kreis liegen die beiden Ruinenstädte Niya und Andi’er.